# Christian Sjögreen
Christian Wilhelm Sjögreen, född 25 juli 1830 i Hults församling, Jönköpings län, död 13 november 1882 i Linköping, Östergötlands län (folkbokförd i Hässleby församling, Jönköpings län), var en svensk godsägare och riksdagspolitiker.

## Biografi
Christian Wilhelm Sjögreen föddes 1830 på Bruzaholm i Hults socken. Han var son till bergmästaren Christian Magnus August Sjögreen och Didrika Elisabeth Matilda Burén. Han blev 1848 student vid Uppsala universitet och var från 1851 till 1852 elev vid Bergsskolan i Falun. Sjögreen av från 1869 till 1871 ledamot av riksdagens andra kammare. och utnämndes till riddare av Vasaorden. Han avled 1882 i Linköping.

### Egendom
Sjögreen var ägare till godset Mariannelund, Bruzaholms bruk, Norsunda bruk och gård i Linköping.

### Familj
Sjögreen gifte sig 27 april 1854 på Mariannelund med Ulla Maximiliana Hammarskjöld (född 1826), dotter till översten Arvid Hammarskjöld och Carin Schultin. De fick tillsammans barnen Ulrika Matilda Catarina Charlotta Sjögreen (född 1855) som var gift med stationsinspektorn Carl Axel Revel, civilingenjören Carl Arvid Christian Sjögreen (född 1856), Hedvig Ulrika Carolina Sjögreen (1856–1857), Ulrika Vilhelmina Sjögreen (född 1858), Ulrika Helena Didrica Elisabet Sjögreen (1859–1886), Lovisa Ulrika Sjögreen (född 1861) som var gift med egendomsägaren Tor Gereon Engström, Ottilia Sjögreen (född 1863) som var gift med kaptenen Johan Adolf Stånggren, Nils Erik Christian Maximilian Sjögreen (1865–1900), advokaten Johan Kristian Emanuel Sjögreen (1868–1919), Carolina Ulrika Amalia Sjögreen (född 1869) som var gift med läkaren Karl Edvard Palmi och Carl Magnus Christian August Sjögreen (1872–1889).